# Key Nell
Albums de Gescom
The Sounds of Machines Our Parents Used
(1995) Motor
(1996)
Key Nell est un EP du groupe anglais de musique électronique Gescom, paru en 1996.

## Titres

### Vinyle
Key Nell n'était à l'origine disponible qu'en format 12″ vinyle.
| Face A | Face A     | Face A | Face A | Face A | Face A | Face A | Face A | Face A | Face A |
| No     | Titre      | Durée  |        |        |        |        |        |        |        |
| ------ | ---------- | ------ | ------ | ------ | ------ | ------ | ------ | ------ | ------ |
| 1.     | Key Nell 1 | 7:59   |        |        |        |        |        |        |        |
| 2.     | Key Nell 2 | 11:11  |        |        |        |        |        |        |        |
| 19:10  |            |        |        |        |        |        |        |        |        |

| Face B | Face B     | Face B | Face B | Face B | Face B | Face B | Face B | Face B | Face B |
| No     | Titre      | Durée  |        |        |        |        |        |        |        |
| ------ | ---------- | ------ | ------ | ------ | ------ | ------ | ------ | ------ | ------ |
| 1.     | Key Nell 3 | 8:09   |        |        |        |        |        |        |        |
| 2.     | Key Nell 4 | 11:23  |        |        |        |        |        |        |        |
| 19:32  |            |        |        |        |        |        |        |        |        |

### CD
Key Nell fut réédité au format CD en 2002.
| 1.    | Key Nell 1 | 8:01  |
| 2.    | Key Nell 2 | 11:03 |
| 3.    | Key Nell 3 | 8:11  |
| 4.    | Key Nell 4 | 11:06 |
| 38:21 |            |       |